# Ron Bellamy
Ronald Bellamy, detto Ron (Savannah, 13 dicembre 1964), è un ex pugile statunitense.

## Biografia
In carriera vanta 28 incontri con 14 vittorie, di cui nove per KO, 10 sconfitte e 4 pareggi.

## Vita privata
È il fratellastro del cestista Walt Bellamy.